# Cámara Radcliffe
La Cámara Radcliffe (coloquialmente, “Rad Cam”) es un edificio de Oxford, en Inglaterra, diseñado por James Gibbs en estilo paladiano inglés y construido entre 1737 y 1749 para albergar la Biblioteca Científica Radcliffe. El edificio fue financiado gracias a un legado de John Radcliffe, que murió en 1714, de 40 000 libras. Originalmente, Nicholas Hawksmoor propuso hacer un edificio circular, aunque los planos finales diseñados por Gibbs fueron bastante diferentes a los planeados por Hawksmoor.
Después de que la Biblioteca Científica Radcliffe se mudase a otro edificio, la Cámara Radcliffe se convirtió en salas de lectura adicionales de la Biblioteca Bodleiana. Actualmente alberga libros de las colecciones inglesas de historia y teología, la mayor parte de ellos fuentes secundarias de las listas de libros de los estudiantes. Hay espacio para unos 600 000 libros en salas debajo de la Plaza Radcliffe.
Muchos estudiantes eligen tomar libros de las salas de la Cámara Radcliffe para disfrutar de las pinturas de las paredes y techos. Para lamento del personal, también es uno de los sitios Bodleianos más complicados para entregar un pedido.